# 라이언 맥도널드
라이언 맥도널드(Ryan McDonald, 1984년 8월 5일 ~ )는 캐나다의 배우이다.

## 출연 작품
- 《벡키》 - 콜 역